# País, S.A.
País, S.A. es una película española de comedia estrenada en 1975, dirigida por Forges, en la que fue su primera película como director, de las dos que dirigió (la otra fue El bengador Gusticiero y su pastelera madre).

## Sinopsis
Lorenza, Manuel, Teodoro y Apolinar, son unos ladrones de poca monta que se unen a un gánster aficionado (Enrique/Robert) para secuestrar a Don Luis, un empresario corrupto, quien sintiéndose amenazado por Hacienda y deseando desaparecer del mapa, colabora con sus secuestradores en su propio secuestro.

## Reparto
- María Luisa San José como Lorenza Hernández
- Manuel Zarzo como	Enrique Fernández / Robert
- Fernando Delgado como Don Luis Pesón Muchapast
- Encarna Paso como	Sra. Pesón
- Verónica Forqué como Hija Sra. Pesón
- Francisco Algora como Manuel Hernández
- Antonio Gamero como Teodoro Hernández
- Roberto Font como	Apolinar Hernández Bajos
- Loreta Tovar como Dorita
- Rafaela Aparicio como Asistenta
- José Lifante como	Hombre Forgiano
- Jaime Gamboa como Juan (Imágenes de archivo)
- Ana Belén como Aurora (Imágenes de archivo)
- Rafael Corés
- Julio Tejela
- Alberto Berco
- Gumersindo Andrés
- Miguel del Castillo
- Rafael Albaicín
- José Luis Zalde
- Jesús Nieto

Actores invitados
- Concha Velasco
- Alfredo Amestoy
- Ramón Arcusa
- Manuel de la Calva
- José Nieto
- Juan Diego
- José Luis López Vázquez
- Narciso Ibáñez Serrador
- Rafael Hernández
- Sancho Gracia